# Pietro Aquila

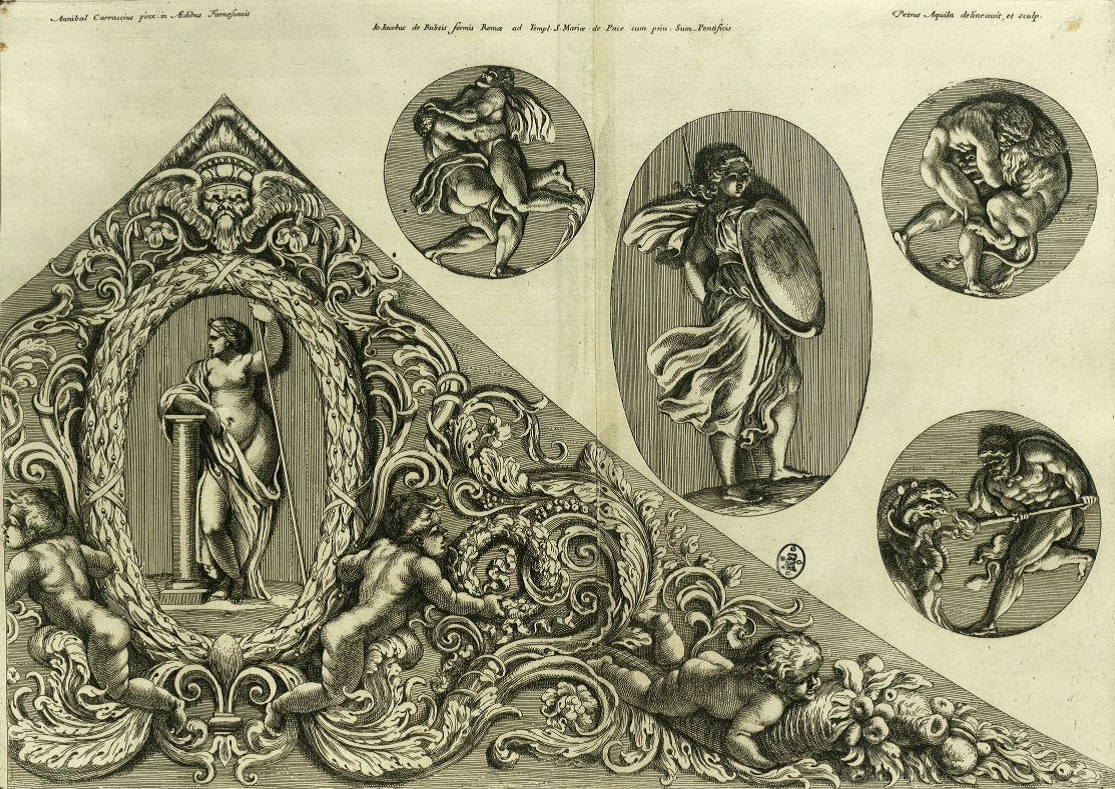

Pietro Aquila (o dell'Aquila) (Marsala, 1630 – Alcamo, 1692) è stato un pittore e incisore italiano del periodo barocco.

## Biografia
Pietro Aquila nacque a Marsala, per altre fonti a Palermo, come testimonia il de Boni nella Biografia degli artisti. Anche sulla data di nascita non c'è sicurezza anche se viene indicata intorno al 1630. Ciò che è sicuro è che fu allievo del palermitano Pietro del Pò. Nella sua bottega imparò l'arte della pittura ma soprattutto quella dell'incisione, per la quale fu decisamente più famoso.
Il del Pò condusse il giovane allievo prima a Napoli e in seguito a Roma. A Palermo lasciò varie opere, tra cui La parabola del ritorno del figliol prodigo e Abramo e Melchisedec nella Chiesa della Pietà, altre tele nella chiesa di Santa Maria delle Vergini e degli affreschi nella chiesa di Santa Cita. Fattosi sacerdote partì per Roma.

### Incisore a Roma
La sua fama come incisore avvenne dopo l'incontro con le maggiori opere dei grandi pittori del Rinascimento e del Barocco. Fra gli altri amò particolarmente Raffaello, ma anche Annibale Carracci, del quale incise gli affreschi della Galleria Farnese. Incise anche soggetti di Pietro da Cortona, Lazzaro Baldi e Ciro Ferri. Fece anche incisioni di pittori suoi contemporanei come Giovanni Maria Morandi e Carlo Maratta. Lavorò ad un'opera, dedicata a Cristina di Svezia, intitolata La Bibbia di Raffaello, prendendo spunto dagli affreschi lasciati dal pittore marchigiano in Vaticano in questo lavoro, del 1674 si avvalse della collaborazione di un altro importante incisore: il fiorentino Cesare Fantetti come ci racconta Stefano Ticozzi nel suo Dizionario degli architetti, scultori, pittori: intagliatori in rame e in pietra, coniatori di medaglie, mosaicisti, niellatori, intarsiatori d'ogni età e d'ogni nazione (1830), nella vita del Fantetti:
(p. 46)
Del 1681 sono una serie d'incisioni con i ritratti degli Imperatori romani.
Tornato in Sicilia Pietro Aquila, morì ad Alcamo nel 1692. Fra i suoi allievi, ci fu il fratello (o il nipote) Francesco Faraone Aquila, che anche lui fu un buon intagliatore e incisore.

### Opere
- 1675, Frontespizio con raffigurazione del ritratto di Cristina di Svezia in Imagines Veteris ac Novi Testamenti, Jo. Jacobi de Rubeis, acquaforte con ritocchi a bulino, opera custodita nell'Istituto centrale per la grafica di Roma.
- 1675, Imagines Farnesiani cubiculi: cum ipsarum monocromatibus et ornamentis Romae in aedibus sereniss. ducis Parmensis ab Annibale Carraccio aeternitati pictae.)
- 1677, Frontespizio in Galeriae farnesianae icones Romae Io Iacobus de Rubeis formis Romae, opera custodita Galleria regionale della Sicilia di «Palazzo Abatellis» di Palermo.
- 1685 - 1686, Abramo e i tre angeli, olio su tela, opera custodita nel Museo diocesano di Palermo.
- 1685 - 1686, Rebecca al pozzo, olio su tela, opera custodita Galleria regionale della Sicilia di «Palazzo Abatellis» di Palermo.
- 1685 - 1686, Giacobbe inganna il padre Isacco, olio su tela, opera custodita Galleria regionale della Sicilia di «Palazzo Abatellis» di Palermo.
- 1692, Alzato dell'altare della Cappella di San Fausto per la chiesa della Natività di Nostra Signora a Mejorada del Campo, penna e inchiostro bruno, inchiostro bruno, acquerellature colorate, matita nera, opera realizzata con la collaborazione di Giacomo Amato e custodita nella Galleria regionale della Sicilia di «Palazzo Abatellis» di Palermo.
- XVII secolo, Deposizione, olio su tela fine, attribuzione, opera custodita nel duomo di Santa Fara di Cinisi.
- XVII secolo, San Pietro in lacrime, traccia di sanguigna, penna, acquerello bruno e biacca su carta bruno chiara fine, opera custodita nel Gabinetto dei disegni e delle stampe, Gallerie degli Uffizi di Firenze.
- XVIII secolo, San Luigi Bertrando, dipinto, opera documentata sulla parete destra della chiesa di San Domenico di Trapani.[1]
- XVIII secolo, Vergine col Bambino, dipinto su tela, opera custodita nella Galleria Regionale della Sicilia «Palazzo Abatellis».